# Anna Sulimowicz-Keruth
Anna Akbike Sulimowicz-Keruth – polska turkolożka i karaimoznawca. Pracownik naukowy Uniwersytetu Warszawskiego.

## Życiorys
Od 1982 roku jako adiunkt w Zakładzie Turkologii i Ludów Azji Środkowej Wydziału Orientalistycznego Uniwersytetu Warszawskiego. Od września 2003 jest wiceprzewodniczącą Związku Karaimów Polskich w RP, a od 2015 roku członkiem Fundacji Karaimskie Dziedzictwo. W 2018 roku obroniła pracę doktorską Życie społeczne gminy karaimskiej w Łucku w okresie międzywojennym (1919-1939) na Uniwersytecie Karola w Pradze.

## Wybrane publikacje
- 2010: Karaj jołłary = karaimskie drogi : Karaimi w dawnej fotografii (współautor Mariola Abkowicz) Wrocław Bitik. Oficyna Wydawnicza Związku Karaimów Polskich[5].
- 2007: Almanach karaimski (pod red. Marioli Abkowicz i Anny Sulimowicz)[5]
- 2003: Leksykon wiedzy o Turcji (współautor)[5]

### Tłumaczenia
Tłumaczyła z tureckiego książki Orhana Pamuka i Elif Şafak.
- 2009: Orhan Pamuk Dom ciszy
- 2009: Elif Şafak Pchli pałac
- 2009: Orhan Pamuk Biały zamek
- 2010: Orhan Pamuk Muzeum Niewinności
- 2010: Orhan Pamuk Cevdet Bej i synowie
- 2011: Elif Şafak Lustra miasta
- 2011: Orhan Pamuk Czarna księga
- 2012: Orhan Pamuk Inne kolory (Ãteki Renkler)
- 2012: Elif Şafak Sufi (Pinhan)
- 2013: Oya Baydar Utracone słowo[7]